# SN 1973L
SN 1973L – supernowa odkryta 8 czerwca 1973 roku w galaktyce PGC0071495. W momencie odkrycia miała maksymalną jasność 18,50m.